# Psychoda occulta
Psychoda occulta és una espècie d'insecte dípter pertanyent a la família dels psicòdids.

## Descripció
- El mascle fa 1,13 mm de llargària a les antenes, mentre que les ales li mesuren 1,75-2,25 de longitud i 0,77-1,05 d'amplada.
- La femella no ha estat encara descrita.
- Les antenes presenten 15 segments.[2]

## Distribució geogràfica
Es troba a Indonèsia: Papua Occidental.